# Granträsket (Vännäs socken, Västerbotten)
Granträsket är en sjö i Vännäs kommun i Västerbotten och ingår i Hörnåns huvudavrinningsområde. Sjön har en area på 0,11 kvadratkilometer och ligger 192,1 meter över havet.

## Delavrinningsområde
Granträsket ingår i det delavrinningsområde (710342-167865) som SMHI kallar för Ovan Tjärnbäcken. Medelhöjden är 226 meter över havet och ytan är 28,27 kvadratkilometer. Det finns inga avrinningsområden uppströms utan avrinningsområdet är högsta punkten. Avrinningsområdets utflöde Hörnån mynnar i havet. Avrinningsområdet består mestadels av skog (67 procent) och sankmarker (28 procent). Avrinningsområdet har 0,32 kvadratkilometer vattenytor vilket ger det en sjöprocent på 1,1 procent.